# (12714) Alkimos
(12714) Alkimos (1991 GX1) – planetoida z grupy trojańczyków okrążająca Słońce w ciągu 11,89 lat w średniej odległości 5,21 j.a. Odkryta 15 kwietnia 1991 roku.